# Мелиса (Тексас)
Мелиса (енгл. Melissa) град је у америчкој савезној држави Тексас. По попису становништва из 2010. у њему је живело 4.695 становника.

## Демографија
Према попису становништва из 2010. у граду је живело 4.695 становника, што је 3.345 (247,8%) становника више него 2000. године.
| Група             | 2000.         | 2010.         |
| Белци             | 1.137 (84,2%) | 3.691 (78,6%) |
| Афроамериканци    | 7 (0,5%)      | 254 (5,4%)    |
| Азијати           | 7 (0,5%)      | 28 (0,6%)     |
| Хиспаноамериканци | 180 (13,3%)   | 600 (12,8%)   |
| Укупно            | 1.350         | 4.695         |